# Stooge Sort
O Stooge Sort, ou ordenação "fantoche", é um algoritmo de ordenação que se faz do uso das técnicas de divisão e conquista, ou seja, recursivamente o algoritmo realiza partições virtuais da entrada e transforma o problema maior em pequenos subproblemas até que a ordenação seja mínima. A complexidade deste algoritmo é de O(nlog 3 / log 1.5) = O(n2.7), que comparado a outros algoritmos de ordenação muito conhecidos como o Insertion Sort e o Bubble Sort, ele chega a ser um pouco mais lento, devido sua ineficiência não recomenenda-se o uso para a ordenação de grandes volumes de dados.

## Passos
A execução do algoritmo é dada nas seguintes instruções:
1. Se o elemento da esquerda for maior do que o da direita, trocam-se os dois.
2. Se houver uma quantidade de elementos maior ou igual a 3 no array:
  1. Realizar a chamada recursiva para os 2/3 iniciais do array.
  2. Realizar a chamada recursiva para os 2/3 finais do array.
  3. Realizar a chamada recursiva para os 2/3 iniciais do array.
3. Retornar o array.

## Relação de Recorrência
```
stoogeSort
(
A
,
 
inicio
,
 
fim
):

    
if
 
A
[
fim
]
 
<
 
A
[
inicio
]
 
# C

    	
Object
 
temp
 
=
 
A
[
inicio
];
 
# C

    	
A
[
inicio
]
 
=
 
A
[
fim
];
 
# C

    	
A
[
fim
]
 
=
 
temp
;
 
# C

    
if
 
inicio
 
+
 
1
 
>=
 
fim
 
# C

    	
return
 
# C

    
k
 
=
 
(
fim
 
-
 
inicio
 
+
 
1
)
 
/
 
3
 
# C

    
stoogeSort
(
A
,
 
inicio
,
 
fim
 
-
 
k
)
 
# T([(2/3) * n])

    
stoogeSort
(
A
,
 
inicio
 
+
 
k
,
 
fim
)
 
# T([(2/3) * n])

    
stoogeSort
(
A
,
 
inicio
,
 
fim
 
-
 
k
)
 
# T([(2/3) * n])

```

Ao analisarmos o algoritmo através do pseudocódigo acima, tiramos que a sua relação de recorrência pode ser escrita da seguinte forma:
T(n) = 3 * T([(2/3) * n]) + C.
E através desta relação, podemos calcular a complexidade do algoritmo.

## Calculo de Complexidade
Dada a relação de recorrência, usaremos o Método Mestre para o calculo da complexidade do algoritmo.
∴ F(n) = 1; a = 3; b = 3/2
∴ F(n) = 1 < n log3/2 (3)
Portanto, T(n) = O(n log3/2 (3)) ≈ O(n2.7).

## Implementações

### Código emJava
```
import
 
java.util.Arrays
;

public
 
class
 
Stooge
 
{

    
public
 
static
 
void
 
main
(
String
[]
 
args
)
 
{

        
int
[]
 
nums
 
=
 
{
1
,
 
4
,
 
5
,
 
3
,
 
-
6
,
 
3
,
 
7
,
 
10
,
 
-
2
,
 
-
5
};

        
stoogeSort
(
nums
);

        
System
.
out
.
println
(
Arrays
.
toString
(
nums
));

    
}

    
public
 
static
 
void
 
stoogeSort
(
int
[]
 
L
)
 
{

        
stoogeSort
(
L
,
 
0
,
 
L
.
length
 
-
 
1
);

    
}

    
public
 
static
 
void
 
stoogeSort
(
int
[]
 
L
,
 
int
 
i
,
 
int
 
j
)
 
{

        
if
 
(
L
[
j
]
 
<
 
L
[
i
]
)
 
{

            
int
 
tmp
 
=
 
L
[
i
]
;

            
L
[
i
]
 
=
 
L
[
j
]
;

            
L
[
j
]
 
=
 
tmp
;

        
}

        
if
 
(
j
 
-
 
i
 
>
 
1
)
 
{

            
int
 
t
 
=
 
(
j
 
-
 
i
 
+
 
1
)
 
/
 
3
;

            
stoogeSort
(
L
,
 
i
,
 
j
 
-
 
t
);

            
stoogeSort
(
L
,
 
i
 
+
 
t
,
 
j
);

            
stoogeSort
(
L
,
 
i
,
 
j
 
-
 
t
);

        
}

    
}

}

```

### Código emC++
```
#include
 
<iostream>

#include
 
<time.h>

using
 
namespace
 
std
;

class
 
stooge
 
{

    
public
:

        
void
 
sort
(
 
int
*
 
arr
,
 
int
 
start
,
 
int
 
end
 
)
 
{

            
if
(
 
arr
[
start
]
 
>
 
arr
[
end
 
-
 
1
]
 
)
 
swap
(
 
arr
[
start
],
 
arr
[
end
 
-
 
1
]
 
);

    	
int
 
n
 
=
 
end
 
-
 
start
;
 
if
(
 
n
 
>
 
2
 
)
 
{

    	    
n
 
/=
 
3
;
 
sort
(
 
arr
,
 
start
,
 
end
 
-
 
n
 
);

    	    
sort
(
 
arr
,
 
start
 
+
 
n
,
 
end
 
);
 
sort
(
 
arr
,
 
start
,
 
end
 
-
 
n
 
);

        
}

    
}

};

int
 
main
(
 
int
 
argc
,
 
char
*
 
argv
[]
 
)
 
{

    
srand
(
 
static_cast
<
unsigned
 
int
>
(
 
time
(
 
NULL
 
)
 
)
 
);
 
stooge
 
s
;
 
int
 
a
[
80
],
 
m
 
=
 
80
;

    
cout
 
<<
 
"before:
\n
"
;

    
for
(
 
int
 
x
 
=
 
0
;
 
x
 
<
 
m
;
 
x
++
 
)
 
{
 
a
[
x
]
 
=
 
rand
()
 
%
 
40
 
-
 
20
;
  
cout
 
<<
 
a
[
x
]
 
<<
 
" "
;
 
}

    
s
.
sort
(
 
a
,
 
0
,
 
m
 
);
 
cout
 
<<
 
"
\n\n
after:
\n
"
;

    
for
(
 
int
 
x
 
=
 
0
;
 
x
 
<
 
m
;
 
x
++
 
)
 
cout
 
<<
 
a
[
x
]
 
<<
 
" "
;
 
cout
 
<<
 
"
\n\n
"
;

    
return
 
system
(
 
"pause"
 
);

}

```

### Código emPython
```
def
 
stooge_sort
(
L
,
 
i
=
0
,
 
j
=
None
):

	
if
 
j
 
is
 
None
:

		
j
 
=
 
len
(
L
)
 
-
 
1

	
if
 
L
[
j
]
 
<
 
L
[
i
]:

		
L
[
i
],
 
L
[
j
]
 
=
 
L
[
j
],
 
L
[
i
]

	
if
 
j
 
-
 
i
 
>
 
1
:

		
t
 
=
 
(
j
 
-
 
i
 
+
 
1
)
 
//
 
3

		
stoogesort
(
L
,
 
i
  
,
 
j
-
t
)

		
stoogesort
(
L
,
 
i
+
t
,
 
j
  
)

		
stoogesort
(
L
,
 
i
  
,
 
j
-
t
)

	
return
 
L

```

### Código emPHP
```
function
 
stoogeSort
(
&
$arr
,
 
$i
,
 
$j
)

{

	
if
(
$arr
[
$j
]
 
<
 
$arr
[
$i
])

	
{

		
list
(
$arr
[
$j
],
$arr
[
$i
])
 
=
 
array
(
$arr
[
$i
],
 
$arr
[
$j
]);

	
}

	
if
((
$j
 
-
 
$i
)
 
>
 
1
)

	
{

		
$t
 
=
 
(
$j
 
-
 
$i
 
+
 
1
)
 
/
 
3
;

		
stoogesort
(
$arr
,
 
$i
,
 
$j
 
-
 
$t
);

		
stoogesort
(
$arr
,
 
$i
 
+
 
$t
,
 
$j
);

		
stoogesort
(
$arr
,
 
$i
,
 
$j
 
-
 
$t
);

	
}

}

```

### Código emJavascript
```
function
 
stoogeSort
 
(
array
,
 
i
,
 
j
)
 
{

    
if
 
(
j
 
===
 
undefined
)
 
{

        
j
 
=
 
array
.
length
 
-
 
1
;

    
}

    
if
 
(
i
 
===
 
undefined
)
 
{

        
i
 
=
 
0
;

    
}

    
if
 
(
array
[
j
]
 
<
 
array
[
i
])
 
{

        
var
 
aux
 
=
 
array
[
i
];

        
array
[
i
]
 
=
 
array
[
j
];

        
array
[
j
]
 
=
 
aux
;

    
}

    
if
 
(
j
 
-
 
i
 
>
 
1
)
 
{

        
var
 
t
 
=
 
Math
.
floor
((
j
 
-
 
i
 
+
 
1
)
 
/
 
3
);

        
stoogeSort
(
array
,
 
i
,
 
j
-
t
);

        
stoogeSort
(
array
,
 
i
+
t
,
 
j
);

        
stoogeSort
(
array
,
 
i
,
 
j
-
t
);

    
}

};

```